# Raddusch
Raddusch (Nedersorbisch: Raduš) is een plaats in de Duitse gemeente Vetschau/Spreewald, deelstaat Brandenburg, en telt 720 inwoners (2006).